# Grete Jalk
Grete Jalk (Kopenhagen, 18 juni 1920 - 2006) was een Deens industrieel ontwerpster. Ze werd vooral bekend vanwege haar meubelontwerpen en daarnaast van behangpapier, stoffen en zilverwerk. Haar werk werd in meerdere landen in productie genomen en kenmerkt zich door eenvoudige en elegante lijnen.

## Biografie
Jalk studeerde in Kopenhagen en slaagde in 1941 aan de Tegne- og Kunstindustriskolen for Kvinder (Academie voor Tekenen en Toegepaste Kunst voor Vrouwen). Vervolgens werd ze van 1941 tot 1943 leerling van kastenmaker Karen Margrethe Conradsen. Vanaf 1946 studeerde ze meubelmakerij aan de School voor Toegepaste kunsten en ernaast in hetzelfde vak bij Kaare Klint aan de Koninklijke Deense Kunstacademie. Van 1950 tot 1960 gaf ze hier zelf les.
Daarnaast startte ze in 1953 haar eigen ontwerpatelier. Ze exposeerde geregeld bij het kastenmakersgilde van het Designmuseum Danmark en op jaarlijkse exposities van het genootschap voor toegepaste kunst en industrieel ontwerp.
Jalk ontwierp meubelen voor verschillende kasten- en meubelfabriekanten, zoals Fritz Hansen en P. Jeppesens Møbelfabrik. Haar meubelen ontvingen wereldwijd belangstelling en werden ook geproduceerd door bedrijven in Finland en de VS. Ze maakte ook andere industriële ontwerpen, zoals zilverwerk voor Georg Jensen en behangpapier en stoffen voor onder meer Unika Væv.
In haar ontwerpen werd ze geïnspireerd door de meubelen van gelamineerd hout van Charles Eames en de eenvoudige meubels van Alvar Aalto. De lijnen in haar ontwerpen zijn eenvoudig en elegant en haar ontwerpen kenmerken zich door gebruikerscomfort. In het algemeen was haar werk snel en efficiënt te produceren, waardoor veel van haar ontwerpen in massaproductie zijn gemaakt. Al gold dit niet voor haar eerste ontwerpen, waaronder de winnende ontwerpen in 1963 in de Hij en Zij-ontwerpwedstrijd door de Daily Mirror. Deze werden pas in 2002 voor het eerst commercieel in productie genomen.
| Ontwerpen van Jalk |
| Ontwerpen van Jalk |

- Gemeinsame Normdatei: 1212189647
- KulturNav: bb2872b9-26d9-4b08-8897-b0f0f38ba421
- Library of Congress Control Number: nr95037988
- Nationale Bibliotheek van Tsjechië: xx0330153
- Union List of Artist Names: 500234729
- Virtual International Authority File: 172099315
- WorldCat: E39PBJcGk3vyg9pHqcW48Djt8C